# Kattaya, Hassan
Kattaya là một làng thuộc tehsil Hassan, huyện Hassan, bang Karnataka, Ấn Độ.